# Добржинский, Антон Францевич
Анто́н Фра́нцевич Добржи́нский (1844—1897) — русский государственный деятель, тайный советник, директор Департамента полиции в 1896—1897 годах.

## Биография
Происходил из потомственных дворян, окончил юридический факультет Киевского университета, после чего в январе 1868 года зачислен кандидатом на должность судебного следователя при Александрийском уездном суде (в г. Александрия, Херсонская губерния).
В марте 1868 года назначен исправляющим должность заседателя Александрийского суда.
После упразднения в 1868 году Александрийского уездного суда на протяжении нескольких лет служил следователем в судах различных инстанций Одесского округа.
В начале 1880-х в чине коллежского асессора занял должность товарища прокурора Одесского окружного суда.
В числе наиболее громких дел, которые ему доводилось вести — дело террориста-народовольца Г. Д. Гольденберга — убийцы харьковского генерал-губернатора Д. Н. Кропоткина. Убедившись в неэффективности «силовых» методов воздействия, Добржинский сумел обманным путём убедить Гольденберга дать показания, в которых последний подробно описал биографии, личные качества и приметы всех известных ему 143 членов «Народной воли», что позволило царскому правительству развернуть охоту на них. Осознав степень своей вины перед организацией, Гольденберг покончил с собой.
В августе 1880 года получил назначение товарищем прокурора Санкт-Петербургской судебной палаты.
После убийства народовольцами 1 марта 1881 года императора Александра II вместе с полковником Никольским лично принимал участие в допросе одного из участников заговора — Н. И. Рысакова.
В 1881−1884 годах неоднократно исправлял должность прокурора Санкт-Петербурга, а также участвовал в расследовании наиболее «громких» дел того периода — в частности, в феврале 1883 допрашивал знаменитую террористку В. Фигнер, а 16 марта 1883 года император Александр III по докладу министра юстиции возложил прокурорские обязанности при дознании «о преступной пропаганде», которое вёл генерал-майор Середа.
1 июля 1884 года назначен товарищем обер-прокурора Уголовного кассационного департамента Правительствующего Сената.
23 мая 1896 года назначен на должность директора Департамента полиции. Именным высочайшим указом 7 августа 1897 года назначен сенатором (без оставления в должности директора Департамента полиции) и уже на следующий день скончался в Кисловодске, где в то время находился. Похоронен в с. Шумске Виленского уезда. 